# 라동희
라동희(羅東熙), 1934년 ~ )는 조선민주주의인민공화국의 정치인이다. 전 내각 육해운상 겸 최고인민회의 제12기 대의원이다.

## 경력
1934년 일제강점기에 태어났다. 1980년 1월 육해운부 부부장을 거쳐 1987년 2월 교통위원회 해운총국 부총국장에 임명되었다. 1999년 2월 육해운성 참모장을 지냈고, 2007년 7월 이후 내각 육해운상을 맡았다.

## 최고인민회의 대의원
2009년 4월 최고인민회의 제12기 대의원으로 선출되었다.

## 기타
2008년 박성철 사망 당시에 국가장의위원회 위원을 맡았다.